# Take Me as I Am (Mary J. Blige)
Take Me As I Am è un brano R&B della cantante statunitense Mary J. Blige, prodotto da Infinity e Ron Fair e scritto da Jordan Suecof, Ezekiel Lewis, Candice Nelson, Keri Hilson e Thabiso Nkhereanye per il settimo album in studio della cantante, The Breakthrough. Il pezzo è stato pubblicato come quarto e ultimo singolo tratto dal disco nell'estate del 2006, ed è arrivato alla posizione numero 3 della Billboard Hot R&B/Hip-Hop Songs.

## Composizione e testo
La canzone è composta principalmente su una base di pianoforte, violini e violoncelli, ed usa un campionamento di A Garden of Peace, un pezzo del 1979 di Lonnie Liston Smith usato in passato già da Jay-Z e Stacie Orrico; a proposito Smith ha dichiarato: "Mary J. ha davvero catturato il mio sentimento originale con questa canzone, che manda un messaggio molto importante alle giovani donne di oggi. Abbi fiducia in te stessa, sii sincera con te stessa, e non cosa gli altri dicono e vogliono che tu sia!." Il testo della canzone è un invito chiaro e deciso ad accettare la cantante così come è, o altrimenti non si avrebbe niente da lei. La canzone inizia descrivendo una donna che ha avuto molti alti e bassi nella vita, ma che ha accettato il suo passato e si rende conto che tutte le sue esperienze l'hanno resa quella che è oggi. La donna è rimasta forte nonostante abbiano cercato di indebolirla, e ha messo tutto questo nelle sue canzoni. Ora che è matura e più saggia, la donna non ha più bisogno di farsi dire dagli altri cosa deve o non deve fare, perché è sicura di sé e ha chiesto consiglio a Dio. A questo punto la cantante esorta gli ascoltatori di chiedere anche a lei, visto che la donna in questione è lei.

## Video
Il videoclip del singolo è stato diretto da Billie Woodruff e vede la cantante interpretare diversi ruoli femminili (come aveva fatto sei anni prima in Your Child). Durante il video i vari personaggi si incroceranno e incontreranno in alcune situazioni. Il primo personaggio che compare è quello di una cameriera, che prepara i suoi figli per la scuola e cerca di spronare il marito a trovarsi un lavoro. Il secondo personaggio è quello di una top model, che viene sostituita nel bel mezzo di un servizio fotografico da una modella bianca, mentre il terzo personaggio, una donna d'affari, segue il servizio. Quest'ultimo personaggio subisce le molestie sessuali di un suo collega, a cui risponde in maniera molto violenta per poi andarsene. Nel frattempo la modella si è rinchiusa in bagno, dove scrive con un rossetto sullo specchio "Take me as I am" (Prendimi come sono), e decide di suicidarsi usando delle pillole, dopo aver letto un servizio di un giornale scandalistico che parla di un suo esaurimento. La manager entra nel bagno e trova la Mary modella svenuta, e quindi chiama aiuti.
La Mary cameriera litiga sul posto di lavoro, fa cadere dei piatti e se ne va attraversando il ristorante, dove siede a un tavolo il quarto personaggio, con occhiali da sole e capelli rossi. Questa ragazza cerca di attutire la fame prendendo un pezzo di pane, ma il suo compagno glielo vieta per problemi di linea, e le ordina così un'insalata.  Il ragazzo quindi si alza e va al bancone, dove inizia a flirtare con un'altra giovane. Mary apre lo specchietto per controllare il proprio trucco e in questo modo assiste alla scena; allora scrive su un foglietto lasciato sul tavolo "I can only be me" (Posso essere solo me), si alza, prende un bicchiere d'acqua da un altro tavolo e lo getta addosso al ragazzo, per poi andarsene dal locale. La cameriera, che nel frattempo aveva incrociato in strada la manager, torna a casa e caccia fuori il compagno, che è a letto a guardare la televisione.
In altre scene è presente Mary semplicemente nelle vesti di cantante narratrice: in una scena, su uno sfondo nero, l'artista appare con le spalle nude e dei lunghi capelli biondi. In un'altra è seduta a una finestra, ha i capelli castani raccolti in una grossa treccia e indossa degli stivali.
Il video è stato presentato in anteprima mondiale nel settembre del 2006 su 106 & Park.

## Ricezione
Il singolo ha avuto molto meno successo di quelli precedenti, ed è arrivato nella Hot 100 solo al numero 58. Nella classifica R&B invece ha avuto molto più successo, tanto da arrivare al numero 3, dopo Be Without You che era arrivato al numero 1 e Enough Cryin al 2. Nella Hot Adult R&B Airplay il singolo è arrivato al numero 1. Al di fuori degli Stati Uniti il singolo non è stato pubblicato.

### Classifiche
| Classifica (2006)                    | Posizione |
| ------------------------------------ | --------- |
| U.S. Billboard Hot 100               | 58        |
| U.S. Billboard Hot R&B/Hip-Hop Songs | 3         |
| U.S. Billboard Hot Adult R&B Airplay | 1         |

## Spot
La canzone è stata usata per uno spot della Chevrolet mirato a pubblicizzare la nuova Chevy Tahoe, in cui compare la cantante stessa che esegue il brano, indossando un vestito molto elegante argentato e grandi orecchini dorati a cerchio. Lo spot di 30 secondi, chiamato Stripped Away, è stato girato dal regista premio Oscar Bill Condon presso il Kodak Theatre di Los Angeles, consueto scenario degli Oscar e delle finali di American Idol.